# Çamlıca, Kaynaşlı
Çamlıca là một xã thuộc huyện Kaynaşlı, tỉnh Düzce, Thổ Nhĩ Kỳ. Dân số thời điểm năm 2010 là 94 người.